# Gaston de Foix
För andra betydelser, se Gaston de Foix (olika betydelser).
Gaston de Foix, hertig av Nemours, född den 10 december 1489, död den 11 april 1512, var en fransk ädling, sonson till Gaston IV de Foix, son till Jean de Foix, vicomte av Narbonne, samt Maria av Orléans, konung Ludvig XII:s syster, bror till Germaine de Foix. 
Gaston de Foix erhöll 1505 hertigdömet Nemours och utnämndes 1511 till överbefälhavare för den franska hären i Italien, där han för sin tapperhet och snabbheten i sina krigsrörelser förvärvade tillnamnet Le joudre de Vitalie. Efter att ha blockerat Bologna och intagit Brescia besegrade han spanska armén i slaget vid Ravenna, men omkom under förföljandet av fienden. Med honom utdog huset Foix på manssidan. Dess besittningar tillföll det kungliga huset Navarra.